# 武仙座89
武仙座89，又名BD+26 3120，HD 163506、SAO 85545、HR 6685，是武仙座的一颗恒星，视星等为5.46，位于銀經51.43，銀緯23.19，其B1900.0坐标为赤經17h 51m 23s，赤緯+26° 23.19′ 57″。